# Tjeerd Annes Keikes
Tjeerd Annes Keikes (Heerenveen, 9 januari 1804 - Leeuwarden, 5 februari 1886) was een Nederlands zilversmid en medailleur.

Keikes was vanaf ca. 1830 zelfstandig zilversmid in Leeuwarden. Hij maakte veel werk in opdracht van het Fries patriciaat. Ook het Nederlandse en Franse hof behoorden tot zijn klanten.
In 1852 werden in Nederland de onderscheidingstekens voor een burgemeester bij Koninklijk Besluit vastgesteld, inclusief regels voor het verplicht dragen van een ambtsketen. De Friese commissaris van de koning Van Panhuys, raadde de gemeentebesturen in de provincie aan hun ambtsketen te laten maken door Keikes. Hij maakte de ketens voor onder meer Leeuwarden, Dokkum, Baarderadeel en Westdongeradeel.
In het Fries Scheepvaart Museum bevinden zich onder andere een door Keikes gemaakte zilveren aansteekcomfoor (1853) en een herinneringsmedaille van Wiardus Willem Buma (1868).
Keikes werd in 1873 door koning Willem III benoemd tot ridder in de Orde van de Eikenkroon.
- Biografisch Portaal: 06144192
- International Standard Name Identifier: 0000 0000 7035 3363
- Nederlandse Thesaurus van Auteursnamen: 189579013
- RKD-Nederlands Instituut voor Kunstgeschiedenis: 250533
- Union List of Artist Names: 500074905
- Virtual International Authority File: 96210095
- WorldCat: E39PBJwmRjrQMdPQRV6wCvD8YP